# Криничанська селищна територіальна громада
Криничанська селищна територіальна громада — територіальна громада в Україні, у Кам'янському районі Дніпропетровської області. Адміністративний центр — селище Кринички.
Площа громади — 264,5 км², населення — 8784 мешканці (2018).
Утворена 2 серпня 2016 року шляхом об'єднання Криничанської селищної ради, Дружбівської і Маломихайлівської сільських рад Криничанського району.
25 жовтня 2020 року до складу Криничанської ОТГ увійшла Аулівська селищна громада.

## Населення

### Мова
Розподіл населення населених пунктів громади за рідною мовою за даними перепису 2001 року:
| Мова            | Чисельність | Відсоток |
| --------------- | ----------- | -------- |
| Українська      | 21 368      | 94.13%   |
| Російська       | 1 085       | 4.78%    |
| Вірменська      | 82          | 0.36%    |
| Білоруська      | 57          | 0.25%    |
| Румунська       | 31          | 0.14%    |
| Угорська        | 15          | 0.07%    |
| Ромська         | 8           | 0.04%    |
| Польська        | 2           | 0.01%    |
| Інші/Не вказали | 52          | 0.22%    |
| Разом           | 22 700      | 100%     |

## Населені пункти
До складу громади входять 2 селища (Аули, Кринички) та 44 села:
- Барвінок
- Вишневе
- Володимирівка
- Гримуче
- Грушівка
- Діброва
- Дружба
- Єгорівка
- Зелений Гай
- Зелений Кут
- Іллінка
- Кам'янчани
- Козодуб
- Коробчине
- Котлярівка
- Любимівка
- Любомирівка
- Маломихайлівка
- Малярщина
- Мирне
- Новокалинівка
- Новопідгірне
- Новопушкарівка
- Новоселівка
- Одарівка
- Оленівка
- Первозванівка
- Підгірне
- Прапор
- Промінь
- Рогівське
- Світлогірське
- Семенівка
- Слобідське
- Степанівка
- Сухий Хутір
- Українка
- Улянівка
- Червоний Став
- Червоний Яр
- Червоноіванівка
- Чернече
- Шмакове
- Яблуневе